# المقاتلون الأجانب في حرب البوسنة والهرسك
حرب البوسنة والهرسك جذبت أعدادا كبيرة من المقاتلين الأجانب والمرتزقة من مختلف البلدان. جاء المتطوعون للقتال لأسباب متنوعة بما في ذلك الولاءات الدينية أو العرقية ولكن في الغالب من أجل المال. بشكل عام تلقى البوشناق دعما من الدول الإسلامية والصرب من الدول الأرثوذكسية الشرقية والكروات من الدول الكاثوليكية. غالبا ما تم تحريف أعداد وأنشطة وأهمية المقاتلين الأجانب. ومع ذلك لم تشكل أي من هذه المجموعات أكثر من خمسة بالمائة من إجمالي القوة البشرية لأي من الجيوش المعنية.

## الجانب البوسني
المقاتلون المتطوعون غالبا ما يطلق عليهم بالعامية «مجاهدو البوسنة» كانوا في الأساس من أفغانستان والدول العربية على الرغم من وصول المتطوعين المسلمين من جميع أنحاء العالم بما في ذلك آسيا وشمال إفريقيا وأوروبا. اختلفت الأرقام المقدرة بشكل كبير اعتمادا على عدد المصادر يختلف من 500-4000. الفعالية العسكرية للمجاهدين متنازع عليها. على الرغم من أن ريتشارد هولبروك مفاوض السلام الأمريكي السابق في البلقان قال في مقابلة إنه يعتقد أن مسلمي البوسنة والهرسك لن يعيشوا بدون مساعدة أجنبية حيث أدى حظر الأسلحة الذي فرضته الأمم المتحدة في ذلك الوقت إلى تقليص القدرات القتالية للحكومة البوسنية بشكل فريد - ووصف وصول المجاهدون «ميثاق مع الشيطان» الذي ما زالت البوسنة والهرسك تتعافى منه. من ناحية أخرى وفقا للجنرال ستيبان شيبر وهو أعلى رتبة من أصل كرواتي في الجيش البوسني فإن الدور الرئيسي في وصول المتطوعين الأجانب قد لعبه تودجمان والاستخبارات المضادة الكرواتية بهدف تبرير تورط كرواتيا في حرب البوسنة والهرسك. والجرائم التي ارتكبتها القوات الكرواتية. على الرغم من أن الرئيس البوسني علي عزت بيغوفيتش اعتبرهم ذات قيمة رمزية كدليل على دعم العالم الإسلامي للبوسنة والهرسك يبدو أنهم لم يحدثوا فرقا عسكريا كبيرا وأصبحوا عبئا سياسيا كبيرا.
جاء بعضهم في الأصل كعاملين في مجال المساعدات الإنسانية بينما كان آخرون يفرون من تهم جنائية في بلدانهم الأصلية أو تمت محاكمتهم بسبب مغادرتهم بشكل غير قانوني إلى دولة أجنبية والتحول إلى جنود. وصلوا إلى منطقة وسط البوسنة والهرسك في النصف الثاني من عام 1992. منذ تلك النقطة عمل هؤلاء المقاتلون بشكل مستقل مع القليل من التنسيق أو بدون تنسيق مع جيش جمهورية البوسنة والهرسك حتى شتاء 1993-1994 في البداية قدم المجاهدون الأجانب الطعام والأساسيات الأخرى الضرورات للسكان المسلمين المحليين الذين حرمتهم القوات الصربية من ذلك. حاولوا في بعض الأحيان تجنيد بعض الشبان المحليين وإن كان ذلك بنجاح محدود حيث قدموا لهم التدريب العسكري والزي العسكري والأسلحة. نتيجة لذلك انضم بعض السكان المحليين. على الرغم من أن هؤلاء الأجانب أثاروا غضب المسلمين البوسنيين المحليين. أولئك الذين قبلوا الانضمام قلدوا الأجانب في كل من اللباس والسلوك لدرجة أنه في بعض الأحيان وفقا لتوثيق المحكمة الجنائية الدولية ليوغوسلافيا السابقة في محاكمات جرائم الحرب اللاحقة «يصعب التمييز بين المجموعتين». لهذا السبب استخدمت المحكمة الجنائية الدولية ليوغوسلافيا السابقة مصطلح «المجاهدون» بغض النظر عمن انضم إلى الوحدة. بمجرد اندلاع الأعمال العدائية بين الحكومة البوسنية والقوات الكرواتية (مجلس الدفاع الكرواتي) شاركوا في بعض المواجهات.
كان أول معسكر تدريب للمجاهدين يقع في بوليانيتش بجوار قرية ميهوريتشي في وادي بيلا ببلدية ترافنيك. تضمنت مجموعة المجاهدين التي تأسست هناك مجاهدين من الدول العربية وكذلك بعض السكان المحليين. كما تم إنشاء المجاهدين من معسكر بولانيتش في مدينتي زينيتسا وترافنيك واعتبارا من النصف الثاني من عام 1993 فصاعدا في قرية أوراساك الواقعة أيضا في وادي بيلا. من أجل فرض بعض السيطرة والنظام قررت الحكومة البوسنية دمج متطوعين أجانب منظمين في اللواء الإسلامي السابع المعروف باسم المجاهدين في 13 أغسطس 1993. وجدت المحكمة الجنائية الدولية ليوغوسلافيا السابقة أن هناك وحدة واحدة بحجم كتيبة تسمى المجاهدين. تأسست في 13 أغسطس 1993 من قبل الجيش البوسني الذي قرر تشكيل وحدة من المقاتلين الأجانب لفرض السيطرة عليهم حيث بدأ عدد المتطوعين الأجانب في الزيادة. تم إلحاق وحدة المجاهدين في البداية وتزويدها بالجيش النظامي لجمهورية البوسنة والهرسك على الرغم من أنها غالبا ما تعمل بشكل مستقل كوحدة خاصة. بعد نهاية حرب البوسنة والهرسك في مقابلة أجراها عام 2005 مع الصحفي الأمريكي جيم لهرر صرح هولبروك أن «هناك أكثر من 1000 شخص في البلاد ينتمون إلى ما كنا نطلق عليه في ذلك الوقت مقاتلي المجاهدين من أجل الحرية. نحن نعلم الآن أن هذا كان تنظيم القاعدة. لم أسمع هذه الكلمة من قبل لكننا عرفنا من هم. وإذا نظرت إلى الخاطفين في 11 سبتمبر فإن العديد من هؤلاء الخاطفين تم تدريبهم أو قاتلوا في البوسنة والهرسك. لقد قمنا بتنظيفهم وكان عليهم التحرك كثيرا أبعد شرقا إلى أفغانستان. لذلك لولا دايتون لكنا نحارب الإرهابيين في أعماق الوديان والكهوف في وسط البوسنة والهرسك في قلب أوروبا». اثنان من الخاطفين الخمسة في 11 سبتمبر صديقا الطفولة خالد المحضار ونواف الحازمي كانا من المجاهدين البوسنيين.

## النتائج
طُلب من المجاهدين الأجانب مغادرة البلقان بموجب شروط اتفاقية دايتون لعام 1995 لكن القليل منهم بقوا. قدر مسؤول وزارة الخارجية الأمريكية وقوة تحقيق الاستقرار من المخابرات العسكرية الحليفة أن ما لا يزيد عن 200 متشدد مولود في الخارج أقاموا بالفعل وعاشوا في البوسنة والهرسك في عام 2001. وفي سبتمبر 2007 تم سحب الجنسية من 50 من هؤلاء الأفراد. ومنذ ذلك الحين مُنع 100 شخص آخر من المطالبة بحقوق المواطنة. كان هناك 250 آخرين قيد التحقيق في حين أن الهيئة المكلفة بإعادة النظر في وضع الجنسية للمتطوعين الأجانب في حرب البوسنة والهرسك بمن فيهم مقاتلون مسيحيون من روسيا وأوروبا الغربية ذكرت أنه سيتم في النهاية فحص 1500 حالة.
خلال حرب البوسنة والهرسك تم توثيق حالات من وحدات المجاهدين التي ارتكبت جرائم حرب بما في ذلك القتل والتعذيب وقطع رؤوس المدنيين والجنود الصرب والكروات.
أثناء محاكمة راسم ديليتش خلص القضاة إلى أن الادعاء أثبت أن أكثر من 50 صربي من الذين تم أسرهم خلال معركة فوزوتشا قتلوا في معسكر كامينيكا على يد المجاهدين. على الرغم من أن القضاة اتفقوا على أن ديليتش كان لديه سيطرة فعالة على وحدة المجاهدين فقد تمت تبرئته من مسؤوليتها منذ أن خلصت المحكمة الجنائية الدولية ليوغوسلافيا السابقة إلى أنه لا يمتلك معلومات كافية لمنعهم. كما تمت تبرئته من تهمة عدم إنقاذ 24 أسير حرب كرواتي من إعدامهم أو إصابتهم من قبل المجاهدين لأن النيابة العامة لم تستطع إثبات أنه قد تولى بالفعل منصب رئيس أركان جيش جمهورية البوسنة والهرسك الذي تم تعيينه فيه في نفس اليوم. وخلص القضاة إلى أن النيابة أثبتت أن المجاهدين عالجوا 12 أسير حرب صربي اعتقلوا أولا في قرية ليفادا ثم في معسكر كامينيكا بطريقة غير إنسانية من يوليو إلى أغسطس 1995 وقتلوا ثلاثة منهم. حُكم على ديليتش بالسجن ثلاث سنوات لعدم إيقافهم. أدين المجاهد العراقي عبد العظيم مكتوف لاختطاف مدنيين كروات من ترافنيك في عام 1993. وفي النهاية حكم عليه بالسجن لمدة ثلاث سنوات.
ومع ذلك لم يتم إصدار لائحة اتهام من قبل المحققين والمدعين في المحكمة الجنائية الدولية ليوغوسلافيا السابقة ضدهم. فقط اثنان من قادة الجيش البوسني تم اتهامهم على أساس مسؤولية القيادة. لائحة الاتهام في قضيتي أمير كوبورا وأنور حاجي حسنوفيتش (الضابطان المعنيان في الجيش البوسني) بشأن عدد من الأحداث المتعلقة بالمجاهدين لكن الادعاء في نهاية المطاف أدى إلى تراجع جميع التهم الموجهة إلى كل من كوبورا وحاجي حسنوفيتش اللذين تمت تبرئتهما في النهاية من جميع التهم المتعلقة بحوادث المجاهدين. ومع ذلك قضى حاجي حسنوفيتش عامين بعد إدانته بتهمة أن القوات تحت إمرته قد أساءت معاملة السجناء. في الحكم خلص القضاة إلى أن المجاهدين كانوا مسؤولين عن إعدام 4 مدنيين كرواتيين في قرية ميليتيتشي في أبريل 1993 ومعاملة أسرى حرب بطريقة غير إنسانية وقتل أحدهم في معسكر أوراشاك في أكتوبر 1993 وأتلفوا وخربوا دير غوتشا غورا في يونيو 1993 وكذلك كنيسة القديس يوحنا المعمدان في ترافنيك.
وبحسب لائحة الاتهام الموجهة إلى راسم دليتش قائد الأركان العامة للجيش البوسني في ذلك الوقت بعد تشكيل اللواء الإسلامي السابع في 19 نوفمبر 1992 حاولت النيابة إثبات أن الكتيبة كانت تابعة لهيكلها. وبحسب بيان صادر عن الأمم المتحدة عام 1995 كانت الكتيبة «تعتمد بشكل مباشر على الطاقم البوسني في الإمدادات» و «التوجيهات» أثناء القتال مع القوات الصربية. شكلت هذه القضية جزءا من محاكمتين لجرائم الحرب للمحكمة الجنائية الدولية ليوغوسلافيا السابقة ضد كوبورا وحاجي حسنوفيتش على أساس المسؤولية الجنائية العليا. حكمت غرفة الدرجة الأولى في قضية المحكمة الجنائية الدولية الخاصة بيوغوسلافيا السابقة ضد أنور حاجي حسنوفيتش وكوبورا قائد الفيلق الثالث لجيش جمهورية البوسنة والهرسك وقائد اللواء الإسلامي السابع التابع للفيلق الثالث من جيش جمهورية البوسنة والهرسك وجدت المحكمة الابتدائية أن المجاهدين الأجانب لم يكونوا رسميا جزءا من الفيلق الثالث أو اللواء الإسلامي السابع التابع لجيش جمهورية البوسنة والهرسك. وفقا لذلك فشل الادعاء في إثبات بما لا يدع مجالا للشك أن المجاهدين الأجانب انضموا رسميا إلى جيش جمهورية البوسنة والهرسك وأنهم كانوا بحكم القانون تابعين للمتهمين حاجي حسنوفيتش وكوبورا. في النهاية خلص الحكم النهائي لمحكمة الاستئناف في المحكمة الجنائية الدولية ليوغوسلافيا السابقة في أبريل 2008 إلى أن العلاقة بين الفيلق الثالث للجيش البوسني برئاسة حاجي حسنوفيتش وكتيبة المجاهدين لم تكن علاقة تبعية بل كانت قريبة من العداء العلني منذ أن كانت العلاقة الوحيدة. كانت طريقة السيطرة على الكتيبة هي مهاجمتهم كما لو كانوا قوة معادية مميزة.

### الدعاية والانتهاكات السياسية
على الرغم من أن وسائل الإعلام الصربية والكرواتية أثارت الكثير من الجدل حول جرائم الحرب المزعومة التي ارتكبتها الفرقة لم تصدر المحكمة الجنائية الدولية ليوغوسلافيا السابقة لائحة اتهام ضد أي من هؤلاء المتطوعين الأجانب. الشخص الأجنبي الوحيد الذي أدين بارتكاب جرائم حرب كان السويدي النازي الجديد جاكي أركلوف الذي قاتل في الجيش الكرواتي (أدانته أولا محكمة بوسنية ثم لاحقا من قبل محكمة سويدية). وفقا لأحكام المحكمة الجنائية الدولية ليوغوسلافيا السابقة كانت الدعاية الصربية نشطة للغاية ودأبت على الترويج لمعلومات كاذبة عن المقاتلين الأجانب من أجل تأجيج الكراهية ضد المسلمين بين الصرب. بعد استيلاء القوات الصربية على برييدور في عام 1992 روجت إذاعة برييدور لأفكار قومية صربية تصف الشخصيات البارزة من غير الصرب بالمجرمين والمتطرفين الذين ينبغي معاقبتهم. ومن الأمثلة على هذه الدعاية اللغة المهينة المستخدمة للإشارة إلى غير الصرب مثل «المجاهدين» أو «أوستاشا» أو «القبعات الخضراء» على الرغم من عدم وجود متطوعين أجانب في ذلك الوقت في البوسنة والهرسك. خلصت المحكمة الجنائية الدولية ليوغوسلافيا السابقة في حكم ميلومير ستاكيتش إلى أن مايل موتيتش مدير الصحيفة المحلية كوزارسكي فييسنيك والصحفي رادي موتيتش يحضرون بانتظام اجتماعات مع السياسيين الصرب رفيعي المستوى والسلطات المحلية من أجل اطلاعهم على الخطوات التالية لنشر الدعاية.
مثال آخر على الدعاية حول «المجاهدين الإسلاميين» تم تقديمه في حكم المحكمة الجنائية الدولية ليوغوسلافيا السابقة كورديتش وشركيز بارتكاب جرائم حرب وجرائم ضد الإنسانية ارتكبتها قيادة الجمهورية الكرواتية في البوسنة والهرسك ضد المدنيين البوسنيين. وفقا للحكم تعرض غورني فاكوف لهجوم من قبل مجلس الدفاع الكرواتي في يناير 1993 تلاه قصف عنيف للمدينة من قبل المدفعية الكرواتية. خلال مفاوضات وقف إطلاق النار في مقر بريتبات في غورني فاكوف طالب العقيد أندريتش ممثل مجلس الدفاع الكرواتي القوات البوسنية بإلقاء أسلحتها وقبول سيطرة مجلس الدفاع الكرواتي على المدينة مهددا بأنهم إذا لم يوافقوا فإنه سيقوم بتسوية غورني فاكوف بالأرض. لم يقبل الجيش البوسني مطالب مجلس الدفاع الكرواتي واستمر الهجوم وأعقب ذلك مذابح بحق المدنيين البوسنيين المسلمين في القرى المجاورة مثل بسترتشا وأوزريتشي ودوشا ودريمتشي وهراسنيكا. أسفرت حملة القصف والهجمات التي وقعت خلال الحرب عن سقوط مئات الجرحى والقتلى معظمهم من المدنيين البوسنيين المسلمين. على الرغم من أن الكروات كثيرا ما استشهدوا بها كسبب رئيسي للهجوم على غورني فاكوف من أجل تبرير الهجمات والمذابح ضد المدنيين فقد ادعى قائد سرية بريتبات التابعة للأمم المتحدة أنه لا يوجد «محاربون مقدسون» مسلمون في غورني فاكوف وأن جنوده لم يروا أحد.
مع صعود تنظيم الدولة الإسلامية في العراق والشام خلال عام 2014 فإن الأمثلة المعاصرة مع الشخصيات العامة والسياسية البارزة وموظفي الخدمة المدنية المشاركين في إدامة الادعاءات التي لا أساس لها جديرة بالملاحظة مثل وزير الخارجية النمساوي (المستشار الآن) سيباستيان كورتس والرئيس التشيكي ميلوش زيمان أو رئيسة كرواتيا كوليندا غرابار كيتاروفيتش التي ذكرت في عام 2017 أن «البوسنة والهرسك هي محور الإرهاب الإسلامي بأكثر من 10000 إسلامي مسلح». دفع هذا البيان وسائل الإعلام الكرواتية إلى تبني رواية «الإرهابيين في البوسنة والهرسك» المزعومة كموضوع مستمر في ذلك الوقت حتى أنها ذهبت إلى حد بعيد لزرع أسلحة داخل المساجد من أجل الحصول عليها كدليل على «الإسلاميين» المزعومين في البوسنة والهرسك داخل البلاد. تم رفض هذه المزاعم من قبل المسؤولين البوسنيين والسلطات الدينية الإسلامية المحلية وكان وزير الأمن البوسني دراغان ميكتيتش (وهو من أصل صربي) هو الأكثر صراحة حتى أنه أخبر وسائل الإعلام أن هناك احتمالا لقيام وكالات خدمات شبه سرية بتدبير إرهابي مزيف. العمل من أجل إضفاء الشرعية على الادعاءات الكاذبة عن زيادة التطرف الإسلامي في البوسنة والهرسك.

## الجانب الكرواتي
تلقى الكروات دعما من كرواتيا وقاتل الجيش الكرواتي مع قوات مجلس الدفاع الكرواتي المحلية. ومن بين المقاتلين الخارجيين متطوعون بريطانيون بالإضافة إلى أفراد آخرين من دول كاثوليكية قاتلوا كمتطوعين. تم تنظيم متطوعين ألبان وهولنديين وإسبان وإيرلنديين وبولنديين وفرنسيين وسويديين وهنغاريين ونرويجيين وكنديين وفنلنديين في لواء المشاة 103 (الدولي) الكرواتي. خدم البريطانيون والفرنسيون والتشيكيون والكنديون في لواء 108 من مجلس الدفاع الكرواتي وواحد للفرنسيين «مجموعة جاك دوريو».
انضم العديد من المتطوعين اليمينيين المتطرفين من أوروبا الغربية ومعظمهم من ألمانيا إلى قوات الدفاع الكرواتية. على الرغم من أن الروس تطوعوا بشكل أساسي في الجانب الصربي إلا أن وحدة النازيين الجدد الصغيرة «بالذئب» قاتلت على الجانب الكرواتي.
حارب السويدي جاكي أركلوف في البوسنة والهرسك واتُهم لاحقا بارتكاب جرائم حرب عند عودته إلى السويد. في وقت لاحق اعترف بأنه ارتكب جرائم حرب ضد المدنيين البوسنيين في المعسكرات الكرواتية هيليودروم ودريتيلي بصفته عضوا في القوات الكرواتية.

## الجانب الصربي
استقبل صرب البوسنة متطوعين من دول مسيحية أرثوذكسية مثل روسيا واليونان. وكان من بينهم مئات الروس وحوالي 100 يوناني وبعض الأوكرانيين والرومانيين. بالإضافة إلى المتطوعين الأرثوذكس شارك متطوعون بولنديون أيضا في الجانب الصربي. تم توثيق متطوع ياباني واحد. وفقا لوثائق المحكمة الجنائية الدولية ليوغوسلافيا السابقة فإن عدد المتطوعين من روسيا واليونان ورومانيا الذين يقاتلون في صفوف جيش جمهورية صرب البوسنة يتراوح بين 500 إلى أكثر من 1500. تختلف التقديرات الأخرى اعتمادا على المصادر مع بعض التقديرات من 529 و 614 يزعم البعض الآخر أن العدد يزيد عن 1000 متطوع من الدول الأرثوذكسية. كتب مايكل إنيس أنه في أبريل 1994 تألف جيش جمهورية صرب البوسنة من 100000 رجل من بينهم 1000-1500 من المرتزقة من روسيا وأوكرانيا وبلغاريا. ادعت الصحفية ليليانا بولاتوفيتش أن 49 روسيا قتلوا في الحرب. ذكر ميخائيل بوليكاربوف وهو مؤرخ ومشارك في الحرب أنه بلغ عدد الجنود الروس المئات وقد توفي حوالي 40 منهم وجرح 20. قاتل هؤلاء المرتزقة اليونانيون والروس مقابل 200 مارك ألماني شهريا.
تتألف القوات الروسية الأساسية من وحدتين منظمتين تعرفان باسم وحدة المتطوعين الروسية 1 ووحدة المتطوعين الروسية 2 بقيادة يوري بيلييف وألكسندر زغربوف على التوالي. عُرفت وحدة المتطوعين الروسية 2 أيضا باسم «الذئاب القيصرية» بسبب الآراء الملكية لمقاتليها. وتألفت وحدة أخرى من المتطوعين الروس من مئات القوزاق المعروفين باسم «القوزاق الأول سوتنيا». كانت كل هذه الوحدات تعمل بشكل رئيسي في شرق البوسنة والهرسك جنبا إلى جنب مع قوات جيش جمهورية صرب البوسنة من عام 1992 حتى عام 1995.
في مايو 1995 كانت فرقة الهرسك التابعة لجيش جمهورية صرب البوسنة تعتزم تنظيم لواء دولي خاص بهم في شرق البوسنة والهرسك والذي جمع ما بين 150 و 600.
من أبرز الحوادث التي وقعت في حرس المتطوعين اليونانيين الذين تم تنظيمهم في مارس 1995 بحوالي 100 جندي أفادت التقارير أنهم شاركوا في مذبحة سريبرينيتشا حيث تم رفع علم اليونان في سريبرينيتشا بعد سقوط المدينة في أيدي الصرب وبدأت عمليات إعدام منهجية منظمة.

## أشخاص بارزون
- عبد القادر مختاري: مجاهد جزائري
- كريم سعيد عثماني: مجاهد مغربي
- أبو الخير المصري: مجاهد مصري
- خالد المحضار: مجاهد سعودي
- جاكي أركلوف: سويدي في مجلس الدفاع الكرواتي
- رولاند بارتيتزكو: ألماني في مجلس الدفاع الكرواتي
- توماس كرولي: أيرلندي في قوات الدفاع الكرواتية
- جان ميشيل نيكولييه: فرنسي في قوات الدفاع الكرواتية †
- إيغور جيركين: روسي في جيش جمهورية صرب البوسنة